# Нижній Карабут
Нижній Карабут (рос. Нижний Карабут) — село Розсошанського району Воронезької області. Адміністративний центр Алейніковського сільського поселення.
Населення становить 409 осіб за переписом 2010 року (485 осіб 2005 року).

## Географія
Село розташоване у східній частині району, за 35 км від районного центру, на правому березі річки Дон.

## Археологічні розвідки
За 3 км на південь від села виявлено одне із 3 на території Воронезької області городище періоду Хазарського каганата. 

## Історія
Хутір Карабут засновано близько 1760 року українськими селянами-переселенцями. Перша писемна згадка міститься у зверненні мешканців до Воронезького єпископа від 1780 року із проханням про дозвіл на побудову храму.
За даними 1859 року у казенній слободі Острогозького повіту Воронізької губернії мешкало 837 осіб (412 чоловічої статі та 425 — жіночої), налічувалось 131 дворове господарство, існували православна церква й винокурний завод.
Станом на 1886 рік у колишній державній слободі Старо-Калитв'янської волості мешкало 1283 особи, налічувалось 205 дворових господарств, існували православна церква, 2 лавки, 28 вітряних млинів.
Уточнення Нижнє з'явилось наприкінці XIX після появи однойменного хутора за 50 км вище за течією Дону.
За переписом 1897 року кількість мешканців зросла до 1254 осіб (611 чоловічої статі та 643 — жіночої), з яких всі — православної віри.

## Відомі люди
В селі народився:
- Віктор Будаков (нар.1940) — радянський, російський письменник.